# Sicilia libertaria
Sicilia libertaria (en français, Sicile libertaire) est un journal anarchiste fondé à Raguse (Sicile) en janvier 1977.

## Histoire
Le journal Sicilia libertaria remplace le bulletin Internationalismo, qui en était à son 8e numéro et qui diffusait surtout des informations sur le mouvement anarchiste international. À partir de 1987, la diffusion du journal devient mensuelle.

## Sources
- Anonyme, Sicilia libertaria, Journal anarchiste pour la libération sociale et l’internationalisme, Le Monde libertaire, sur federation-anarchiste.org, 2004.

## Notices
- L'Éphéméride anarchiste : notice.